# Cholovocera ecitonis
Cholovocera ecitonis is een keversoort uit de familie zwamkevers (Endomychidae). De wetenschappelijke naam van de soort werd in 1890 gepubliceerd door Erich Wasmann.